# Царь горы

Попытка свержения царя горы

Царь горы — детская народная игра на открытом воздухе, задача игрока в которой — занимать вершину горы или любую другую определённую правилами игры возвышенность (отсюда и название) и не пускать туда остальных игроков. Как потенциально травмоопасная, игра часто запрещена в современных школах. В царя горы с местной спецификой играют в разных странах, преимущественно дети, иногда взрослые. Игра является весьма древней и, поскольку она практикуется всеми цивилизациями включая островные народы, по всей вероятности существует с первобытных времён.

Неудача. Царь торжествует

## Игра
Конкретные правила игры могут сильно разниться от источника к источнику. На сайте «Русские народные игры» правила игры «Царь горы» описаны так:

Один из числа играющих детей взбирается на невысокую снежную горку и оттуда кричит всем с вызовом: «Я — царь горы!». Остальные участники веселья со всех сторон самоотверженно бросаются на штурм этой горки.
Каждый из нападающих игроков старается сам захватить её, свергнув самозванца. В такой стремительной и веселой борьбе играющие стаскивают друг друга, при этом действии не разрешается резко и жестоко толкать, использовать грубые травмоопасные приёмы.

## Метафора
Выражение «Царь горы» может использоваться как метафора, обозначающая безусловное превосходство чего-либо над всем остальным в своей категории. Например, так могут назвать лучший автомобиль в своей категории: «И кто будет царем горы среди вездеходов грядущего века?»

## В компьютерных играх
Впервые понятие «Царь горы» пришло в компьютерные игры на турнирах по игре Бой в памяти в 1980-х годах.
Также в компьютерных играх правила игры «Царь горы» положены в основу некоторых мультиплеерных режимов, особенно часто это встречается в шутерах от первого лица, например в Team Fortress 2, TimeShift и Gears of War 2, а также Action-RPG, в частности, Nox.
В шахматах на платформе Lichess в варианте «King of the Hill» победителем считается игрок, не только поставивший шах и мат (как в классических шахматах), но и если его король первым занял центральные клетки d4, d5, e4, e5.

## В литературе
Аллюзия на игру содержится в названии романа английской писательницы Сьюзен Хилл «Я в замке король» (англ. I'm the King of the Castle, 1970) и в фантастическом рассказе Джеймса Блиша «Король на горе».